# Zwarte viltzwam
De zwarte viltzwam (Chaetosphaerella phaeostroma) behoort tot de familie Chaetosphaerellaceae. Hij leeft saprotroof op dikke takken van loofbomen.

## Kenmerken

### Uiterlijke kenmerken
De vruchlichamen zijn kogelvormig en hebben een diameter van 0,2-0,5 mm. De perithecia zijn ruw en zwart van kleur. Ze staan opeengedrongen op of ingebed in een zwarte harige hyfenmat.

### Microscopische kenmerken
De asci zijn 112-128 × 14-18 µm, smal cilindrisch-klavervormig, kort gesteeld, dunwandig in alle stadia, met een stompe tot afgeronde top zonder duidelijk gedefinieerde apicale ring, en bevatten 8 sporen. De ascosporen zijn gerangschikt in twee rijen, met afmetingen van (22-)31-36 × 6-9 µm, ellipsoïdaal tot cilindrisch-ellipsoïdaal, met 3 septen waarvan één mediaan en twee andere richting de uiteinden, nauwelijks ingesnoerd. De middelste cellen zijn goudbruin en de uiteinden zijn ± hyaliene, glad, zonder een slijmlaag.

## Verspreiding
In Nederland komt de zwarte viltzwam matig algemeen voor.

## Foto's

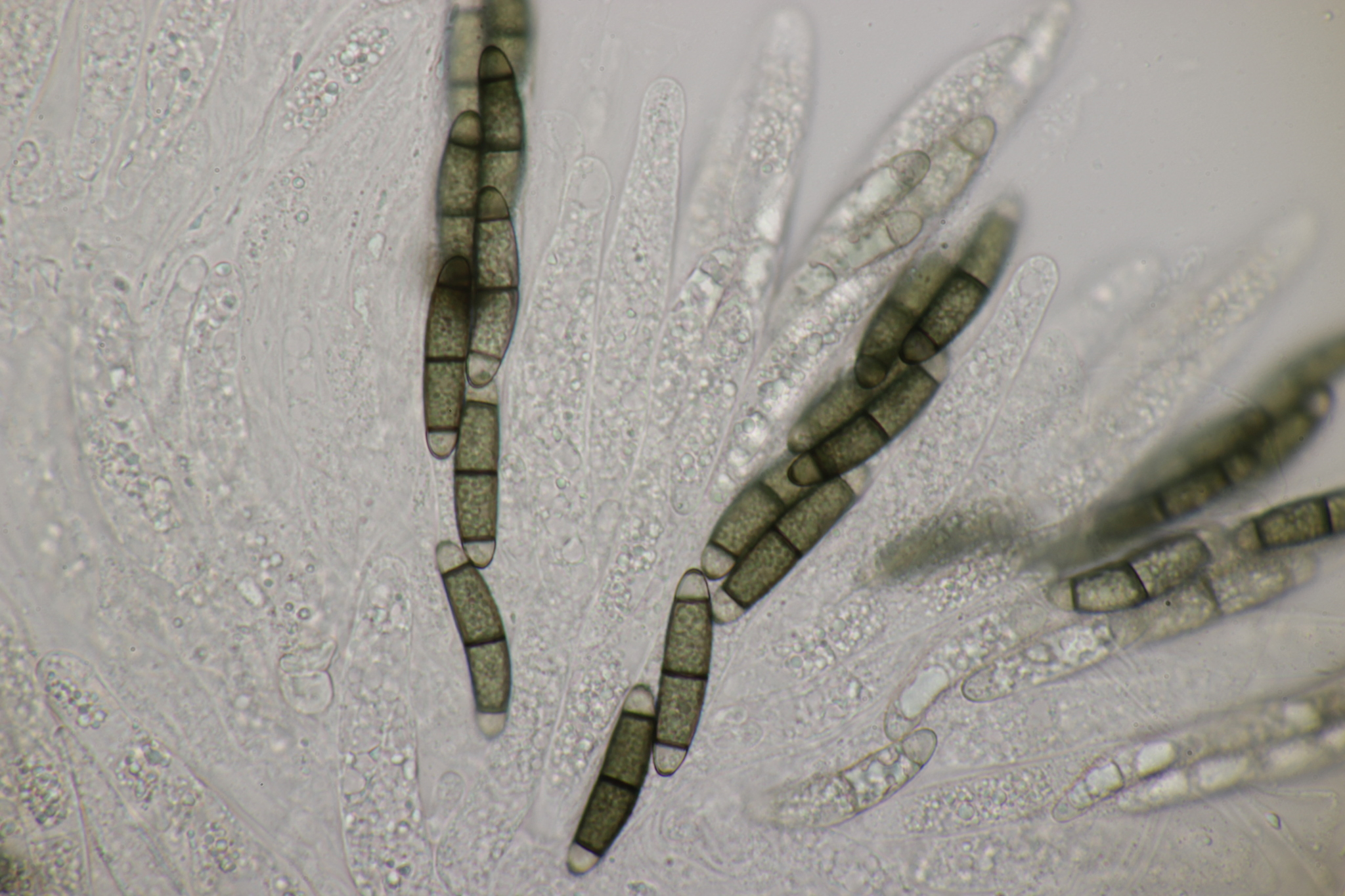
Sporen
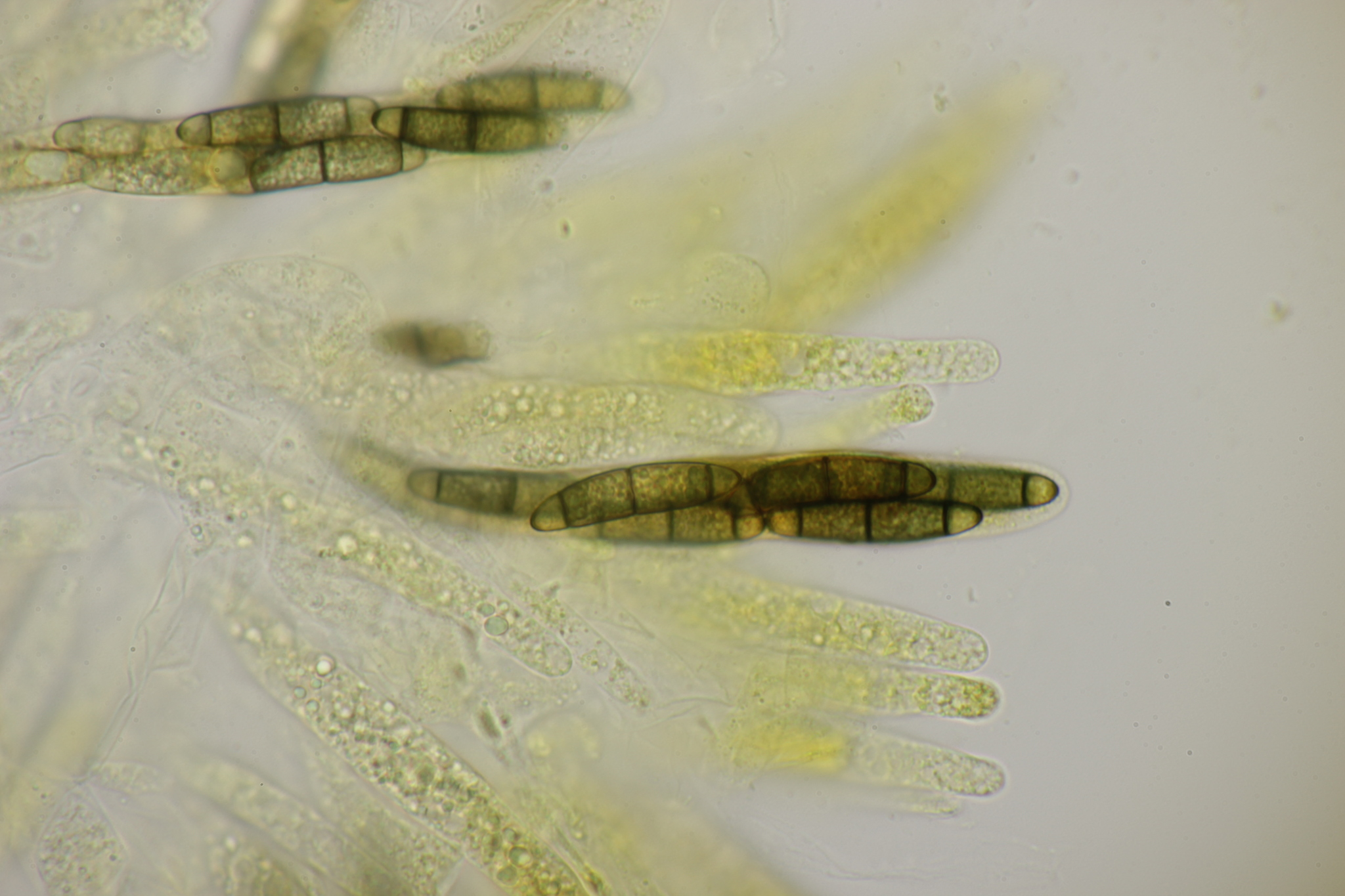
Sporen in asci